# William Walter Meissner
William Walter Meissner (* 13. Februar 1931 in Buffalo; † 16. April 2010), bekannt als William W. Meissner, war ein US-amerikanischer Jesuit und Psychoanalytiker.

## Leben
Er erwarb Abschlüsse an der Saint Louis University und am Woodstock College. Von 1968 bis 1987 lehrte er Psychiatrie an der Harvard Medical School.

## Schriften (Auswahl)
- Psychoanalysis and Religious Experience. London 1984, ISBN 0-300-03049-5.
- Ignatius von Loyola. Psychogramm eines Heiligen. Freiburg im Breisgau 1996, ISBN 3-451-23692-3.
- Vincent’s Religion. The Search for Meaning. Baltimore 1997, ISBN 0-8204-3390-X.
- Freud & Psychoanalysis. Notre Dame 2000, ISBN 0-268-02855-9.